# Atlanticus scudderi
Atlanticus scudderi är en insektsart som först beskrevs av Bruner, L. 1885.  Atlanticus scudderi ingår i släktet Atlanticus och familjen vårtbitare. Inga underarter finns listade i Catalogue of Life.